# 孙渡街道
孙渡街道，是中华人民共和国江西省宜春市丰城市下辖的一个乡镇级行政单位。

## 行政区划
孙渡街道下辖以下地区：
孙渡社区、泥湖社区、阳池社区、丰联社区、三溪社区、阳坊社区、永丰社区、新安社区、富城社区、文安社区、陈埠村、兴无村、南邹村、左家村、巷口村、共和村、太山村、三合村、垱溪村、埂上村、坪下村、栗山村、茅园村和渡南村。